# Golubovi
Golubovi (lat. Columbidae) su porodica ptica iz reda golupčarki (Columbiformes). Rasprostranjeni su širom svijeta, a najveća raznolikost između vrsta postoji na području Indonezije i Australije. Zbijene su građe, imaju kratak vrat, te kratke i uske noseve. 
Jednostavan naziv "golub" se najčešće odnosi na goluba pećinara jer on vrlo učestalo naseljava urbane sredine.
Golublja gnijezda golubovi najčešće izrađuju od štapića pronađenih u prirodi. Na golubljim jajima za vrijeme inkubacije sjede i mužjak i ženka. Golubovi se hrane sjemenjem, voćem i biljkama. Za razliku od ostalih ptica, proizvode vlastito mlijeko. Golublje mlijeko ima vrlo visoke nutritivne vrijednosti, a roditelji njime hrane svoje mlade.
Hrane se biljnom hranom - vrste umjerenih područja pretežno raznim sjemenjem, a tropske vrste i plodovima. Domaći golubovi potječu od goluba pećinara, divlje vrste koja još i danas živi po pećinama i jamama pod zemljom. Pećinari su rasprostranjeni pretežno na Sredozemlju (žive i u Dalmaciji), sjevernoj Africi i Indiji. U Europi osim pećinara žive i druge vrste divljih golubova: golub dupljaš, golub grivnjaš, divlja grlica i gugutka.

## Taksonomija
| nadcarstvo (lat. superregnum) | eukarioti (Eukarya)       |
| carstvo (lat. regnum)         | životinje (Animalia)      |
| koljeno (lat. phylum)         | svitkovci (Chordata)      |
| razred (lat. classis)         | ptice (Aves)              |
| red (lat. ordo)               | golupčarke (Columbiforme) |
| porodica (lat. familia)       | golubovi (Columbidae)     |
| rod (lat. genus)              | golub (Columbae)          |
| vrsta (lat. species)          | -više vrsta-              |
| ----------------------------- | ------------------------- |

Vrste golubova možemo podijeliti na dvije skupine:
1. Divlji golubovi (pećinar, dupljaš, grivnjaš, divlja grlica, gugutka)
2. Domaći golubovi (domaće golubove možemo podijeliti na još dvije skupine)

- golubovi letači (letači, visokoletači, Engleski tipler, pismonoše, prevrtači)

- ukrasni golubovi (njivski golubovi, golubovi u boji, bubnjari, gušani, dalmatinska zimovka, strukturni golubovi, galebići, bradavičasti, kratkokljuni)

Riječ golub zapravo dolazi od latinske riječi pipio što u prijevodu znači mlada ptica. Tijekom vremena se taj naziv mijenjao. Najčešći nazivi za gradske golubove danas je domaći golub. U narodu ga još nazivaju "leteći štakor".

## Podjela
- Potporodice: Columbinae, Didunculinae, Gourinae, Otidiphabinae i Treroninae.[1]

## Povijest
Smatra se da su golubovi pripitomljeni prije više od 3000 godina prije nove ere. Najvjerojatnije su ih pripitomili Egipćani i Sumerani. Ovi su narodi štovali golubove kao svetu pticu i glasnike bogova. Prilikom iskopavanja faraonskih grobnica pronađeni su muminficirani golubovi koji su faraonu trebali poslužiti kao glasnici prilikom putovanja u nebo. Iz starog Egipta uzgoj domaćih golubova se širio na ostale civilizacije. Poznato je da su se stari Grci i Rimljani počeli rano baviti uzgojem golubova. U to vrijeme su se polako počele formirati različite pasmine golubova.
U srednjem vijeku samo su plemići smjeli uzgajati rasne, dok su seljaci smjeli držati samo obične poludivlje golubove. Raspadom feudalnog sustava i stvaranjem demokracija rasni golubovi postaju dostupni svim zainteresiranim ljudima pa otada počinje stvaranje mnogih novih pasmina. Domaće golubove možemo podijeliti na dvije osnovne skupine - na ukrasne golubove koji se uzgajaju zbog svoje iznimne ljepote, i sportske golubove koji se uzgajaju zbog svojih letačkih osobina. Golubovi letači dijele se na letače, visokoletače, engleski tipler, pismonoše i prevrtače. Ukrasni golubovi se dijele na njivske golubove i golubove u boji, golubove bubnjare, golubove gušane,strukturne golubove, golubove galebiće, bradavičaste golubove i kratkokljune ukrasne golubove.
Pisane su čak i knjige (kao umjetničke vrste) o golubovima. Također se i u Bibliji spominje golub pismonoša. Prvi put golub odnosno golubica pojavljuje se u Starom zavjetu u priči o Noi i golubici mira. Kasnije, u Novom zavjetu golub se spominje kod Isusovog krštenja, kada je golubica spuštena kao Duh Sveti.
Slike golubica čest su motiv u kršćanskoj umjetnosti. Upravo ti rani kršćanski zapisi o golubovima kao bezgrješnim stvorenjima trebali bi biti putokaz shvaćanja ove vrste. Vjerski značaj golubova zastupljen je u svim religijama, a posebno u Indiji.
Prije izuma telegrafa, jedini način za komunikaciju bili su upravo golubovi pismonoše. Prva komunikacijska mreža postojala je pet tisuća godina prije Krista u Siriji i Perziji. U doba Rimskog carstva golubovi su bili glasnici koji su raznosili rezultate sa sportskih natjecanja poput Olimpijskih igara.

## Izgled i osobine
Perje ovog reda ptica je od jednostavno obojenog pa do tropsko šarenog. Mnoge vrste imaju upadljive šare ili naročito na glavi, vratu i krilima perje s metalnim odsjajem. Razlikovanje spolova na temelju boje perja kod ovih ptica nije moguće. 
Sve vrste imaju snažno razvijenu voljku koja im služi za pohranu hrane, za neke dijelove probavnog procesa i za pripremu voljkinog mlijeka. Neke vrste još imaju zakržljali ostatak slijepog crijeva, dok je kod većine vrsta potpuno nestalo.
Među vrstama postoje izraženi specijalisti, ali i svežderi. Ali većina vrsta ima veliku potrebu za vodom za piće, ali i za kupanje. Ove ptice žive monogamno.
Gnijezde se pretežno na drveću i u grmlju. No, postoje i vrste koje se gnijezde na tlu ili u dupljama. Većina vrsta može imati nekoliko legla u jednoj godini. Na ležanju na jajima sudjeluju oba roditelja.

## Zanimljivosti
Golubovi se smatraju jednim od najinteligentnijih ptica na planetu. Primjerice, golubovi spadaju među šest vrsta nesisavaca koji sebe mogu prepoznati u ogledalu. Također, može s razumijevanjem razlikovati 26 slova engleske abecede te ih povezati u jednu cjelinu. Znanstveno je dokazano da golub može razlikovati ljude na fotografijama.

## Vanjske poveznice
- Hrvatske pasmine golubova na mrežnim stranicama Hrvatskog saveza udruga uzgajatelja malih životinja
- Golub Međimurska lastavica na mrežnim stranicama općime Donja Dubrava

## Ostali projekti
|  | Zajednički poslužitelj ima još gradiva o temi Golubovi |
|  | Wikivrste imaju podatke o taksonu Golubovi             |